# Sabbia (Varallo)
Sabbia (Sabia in piemontese) è una frazione di Varallo in provincia di Vercelli, comune autonomo fino alla sua soppressione avvenuta il 1º gennaio 2018.

## Storia
Rilievi archeologici testimoniano la presenza di popolazioni celte prima della nascita di Cristo. Molti sono i massi "coppellati", lavorazioni che servivano per riti propiziatori delle tradizioni religiose delle tribù. Secondo alcuni studi la Val Sabbiola venne popolata prima nella parte alta, (a causa di flussi migratori provenienti dalla Valstrona) dove oggi si trovano alpeggi abbandonati come l'Alpe Palazzo, l'Alpe Ghiaccio e l'Alpe della Francesca. Solo successivamente le persone si spostarono più a valle, dove ora sorge l'abitato principale. Ciò sembra dovuto ad una forma di difesa contro le scorribande dei predoni che avvenivano in pianura.
La parrocchia di Sabbia si rende indipendente da quella di Cravagliana nel 1514 per volere degli abitanti locali, vista una crescente corrente di emancipazione che attraversò la piccola Valle in quegli anni. Dopo la costruzione di una prima chiesa (ora diventata municipio) è stato costruito un secondo oratorio dedicato a san Giovanni Battista. È stato il primo comune della Val Mastallone, a costruire un cimitero pubblico.
Date le caratteristiche del territorio, molto impervio e con vie di comunicazioni scarse, la municipalità ha, dalla sua fondazione, sempre mantenuto la sua autonomia, anche in periodi di grandi cambiamenti come la Restaurazione o il Ventennio.
Fino alla prima guerra mondiale il comune ha vissuto una costante espansione delle attività pastorizie tipiche del luogo e ad una crescita della popolazione, nonostante i flussi migratori elevati. A partire dagli anni venti ha subito un graduale ma inarrestabile spopolamento, dovuto alle condizioni di vita molto dure, alle poche comunicazioni e all'industrializzazione avvenuta più a valle. Questo fenomeno pare essersi arrestato negli ultimi anni.
A metà degli anni settanta le frazioni erano praticamente abbandonate e quasi tutti gli alpeggi inutilizzati. Fu proprio in questo periodo che i discendenti dei pastori degli alpeggi e degli abitanti delle frazioni, hanno ripopolato, anche se non stabilmente, i paesi, rendendoli luogo di villeggiatura del fine settimana. La Val Sabbiola si distingue per le sue tradizioni secolari e nella culinaria.
Il paese è raggiungibile dalla Strada Provinciale 9. Oltre al municipio sono presenti le Poste italiane ed una struttura ricettiva attualmente chiusa.
Nonostante le piccole dimensioni Sabbia è andata più volte alla ribalta delle cronache nazionali. Negli anni '60 infatti una troupe della RAI salì fino alla frazione di Erbareti per intervistare l'ultimo abitante rimasto, in un documentario chiamato l'Eremita di Erbareti. Le telecamere della RAI sono tornate nel 2016 in tre diverse occasioni, per una puntata di Tg2 Dossier andato in onda il 13 novembre, per un collegamento con il programma La vita in diretta andato in onda il 9 dicembre e per una puntata del TgR Piemonte andata in onda il 21 dicembre. Si è voluto sottolineare i problemi dei paesi di montagna dovuti allo spopolamento a causa della carenza di servizi e delle gravi difficoltà finanziarie che colpiscono questi piccoli Enti negli ultimi anni, che faticano ad erogare anche i servizi minimi essenziali.

Il 6 marzo 2017 viene resa nota una trattativa tra l'Amministrazione di Sabbia e quella di Varallo che ha portato ad una fusione per incorporazione. L'iter è stato avviato dopo la tornata elettorale del giugno 2017 ed è terminato il 27 dicembre 2017, quando la Regione Piemonte ha deciso, votando la Legge Regionale di fusione per incorporazione con il comune di Varallo. Dal primo gennaio 2018 Sabbia è ufficialmente diventata una frazione. 

### Simboli
Lo stemma di Sabbia era stato concesso con D.P.R. del 10 luglio 1970.

## Società

### Evoluzione demografica
Tra il 1911 ed il 2017 il comune ha perso oltre il 95% della popolazione residente.

## Geografia antropica

### Località della Val Sabbiola
Le maggiori località posseggono un consorzio di riferimento dove si amministra l'essenziale. Ogni anno, in onore del santo patrono di ogni centro abitato viene organizzata una festa campestre. Attualmente le frazioni risultano quasi tutte disabitate. Alcune non sono raggiungibili con l'auto e non vi è copertura internet adeguata.
Salaro
santo patrono: San Barnaba
Erbareti
santo patrono: San Gaudenzio
Massera
santa patrona: sant'Anna.
Molindelina, Montata, Grattera, Cortaccio, Pradelloro, Giavina, Gavosa, Canepale, Crosi, Gabbio, Costabella.

## Amministrazione
I sindaci succeduti dal dopoguerra sono stati:
- 1946-1951: Gippa Pietro
- 1951-1956: Vittoni Giacomo
- 1956-1970: Frigiolini Luigi
- 1970-2004: Frigiolini Carlo
- 2004-2009: Burla Diego
- 2009-2014: Crevola Guido
- 2014-2017: Stragiotti Carlo

L'ultima amministrazione comunale è stata presieduta da Carlo Stragiotti, che con i suoi 25 anni alla data dell'elezione è stato uno dei sindaci più giovani d'Italia ed il più giovane del Piemonte (della provincia di Vercelli al momento del termine anticipato del suo mandato dovuto alla cessazione del comune).
Il comune faceva parte della Comunità Montana Valsesia, dell'Unione dei Comuni Montani della Valsesia e del Consorzio dei comuni della Val Mastallone.